# Eesti Tipp-40
Eesti Tipp-40 è stata la classifica musicale ufficiale dell'Estonia, lanciata a gennaio 2018 e pubblicata ogni lunedì sul settimanale Eesti Ekspress.
La redazione della classifica, curata dal giornalista musicale Siim Nestor, è stata stilata in collaborazione dell'azienda Ranger sulla base delle vendite digitali e delle riproduzioni sulle piattaforme di streaming. Erano disponibili tre classifiche Eesti Tipp-40: una per i quaranta album più popolari della settimana, una per i brani nazionali e internazionali, e una per i soli brani di artisti estoni.
La pubblicazione della classifica è cessata nel settembre 2020.

## Album più venduti per anno
| Anno | Artista       | Album                                    | Note  |
| ---- | ------------- | ---------------------------------------- | ----- |
| 2018 | Post Malone   | Beerbongs & Bentleys                     | [ 3 ] |
| 2019 | Billie Eilish | When We All Fall Asleep, Where Do We Go? | [ 4 ] |

## Singoli più venduti per anno
| Anno | Artista                | Singolo    | Note  |
| ---- | ---------------------- | ---------- | ----- |
| 2018 | Nublu feat. Reket      | Mina ka    | [ 3 ] |
| 2019 | Nublu e Gameboy Tetris | Für Oksana | [ 4 ] |